# Tekari Raj
Tekari Raj fou un estat tributari protegit del tipus zamindari al districte de Gaya existent entre el s. XVIII i principis del XX.
Fou fundat per un petit propietari de nom Dhir Singh al començament del segle XVIII. El seu fill Sundar Singh, un babhan, va aprofitar la confusió creada a l'Imperi Mogol per la invasió de Nàdir-Xah Afxar el 1739 per apoderar-se de territoris. Muhammad Shah de Delhi li va donar el títol de raja com a recompensa per l'ajut a Ali Werdi Khan de Bengala contra els marathes. El va succeir el seu fill adoptiu Buniad, ofegat a traïció per Kasim Ali el 1762 en revenja per la seva submissió als britànics. El fill de Buniad, Mitrajit, tenia només uns mesos d'edat i es va salvar per poc. derrotat Kasim Ali a la batalla de Buxar, Mitrajit fou restaurat per Dalil Singh, el diwan del seu pare, que en tenia la custòdia per encàrrec britànic. Fou fiel aliat dels britànics i els va ajudar en la rebel·lió de Kolhan i va rebre el títol de maharajà. Va morir el 1840 i el territori fou dividit entre els seus dos fills, Hit Narayan (9/16 parts) i Mod Narayan (7/16 parts).
Cinc anys més tard Hit Narayan va rebre el títol de maharajà; era un personatge religiós que va deixar l'administració en mans de la seva muller maharani Indrajit Kunwar que amb el consentiment del seu marit va adoptar a maharajà Ram Narayan Krishna Singh com a fill i la va succeir; a la seva mort va deixar la propietat a la seva vídua maharani Rajrup Kunwar. Aquesta va nomenar successor a la seva filla Radheswari Kunwar, que va morir el 1886, deixant un fill menor d'edat, maharajà Kumar Gopal Saran Narayan Singh i l'estat va ser posat sota vetlla de la Cort de Wards i hi va restar fins al 1904; en aquesta època va prosperar notablement amb diversos sistemes de regs entre els quals els canals de Jaru i Jamu. L'estat tenia 551 pobles i una superfície de 801 km².
La part de Mod Narayan va passar a la seva mort a les seves dues vídues que van transferir la propietat el 1870 a un nebot del seu marit de nom Babu Ram Bahadur Singh. Aquest darrer va rebre el títol de raja el 1888, però va morir abans de la investidura i el va succeir la seva neta; a la mort d'aquesta sis anys després va passar a la seva filla Rajkumari Bhubanesvar Kunwar, que era menor, i va quedar sota tutela de la seva àvia. Tenia 715 pobles i una superfície de 1.355 km².